# فويلة أرمنية
فويلة أرمنية (الاسم العلمي:Hedysarum armenum) هو نوع من النباتات يتبع جنس الفويلة من الفصيلة البقولية. سمي هذا النوع نسبةً إلى أرمينيا.